# 국지풍

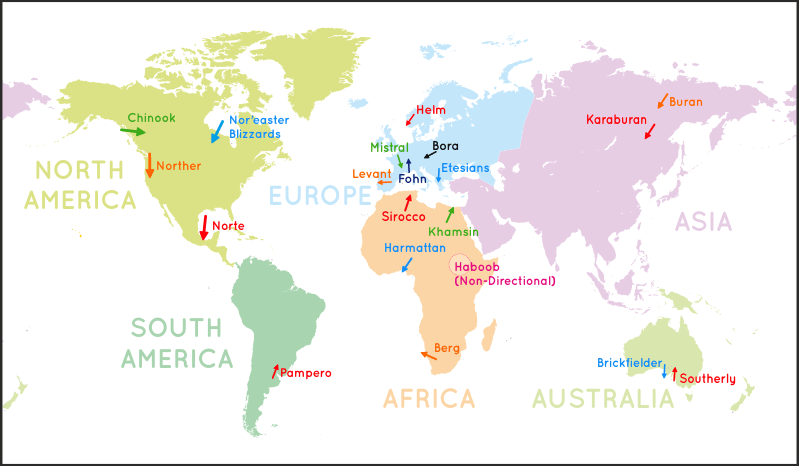

국지풍(局地風) 또는 지방풍(地方風)은 국지적으로 부는 바람이다. 특정 지역에서 열·냉각의 분포가 규칙적으로 변하기 때문에 생긴다. 그 예로는 해안 지방의 국지풍인 해륙풍과 산간 지방의 국지풍인 산곡풍이 있으며, 세계적으로는 알프스의 푄, 한국의 높새바람 등이 있다.

## 국지풍 목록

### 북아프리카
- Ghibli
- 캄신

### 아시아
- 바르구진풍(Barguzin wind)
- 엘레판타

### 카리브해
- 알리시오[1]
- 알리제

### 북아메리카
- 치누크 바람
- 하향격풍

### 유럽
- 푄
- 마에스트로
- 시로코

### 오세아니아
- 로어링 포티즈